# Pseudarmania
Pseudarmania är ett släkte av myror. Pseudarmania ingår i familjen myror.
Kladogram enligt Catalogue of Life:
| Pseudarmania | \| \| Pseudarmania aberrans \| \| \| \| \| \| Pseudarmania rasnitsyni \| \| \| \| |
|              | \| \| Pseudarmania aberrans \| \| \| \| \| \| Pseudarmania rasnitsyni \| \| \| \| |
|              | Pseudarmania aberrans                                                             |
|              |                                                                                   |
|              | Pseudarmania rasnitsyni                                                           |
|              |                                                                                   |